# Salomon Reinach
Salomon Reinach (Saint-Germain-en-Laye, 29 de agosto de 1858 † Paris, 4 de novembro de 1932) foi um historiador e arqueólogo francês de religião judaica. Foi um defensor de Alfred Dreyfus no caso Dreyfus. Irmão de Joseph Reinach, ele nasceu em Saint-Germain-en-Laye. Fez valiosas descobertas arqueológicas nas décadas de 1880 e 1890. Foi membro da Society of Antiquaries de Londres e foi diretor do Museu de Saint-Germain-en-Laye. Pode encontrar-se colaboração da sua autoria na revista luso-brasileira Atlantida (1915-1920).

## Vida
Curador do museu de Saint-Germain e professor de história da arte na École du Louvre. É uma das figuras intelectuais da Belle Époque e do período entre guerras comprometido com o caso Dreyfus e anticlerical.
Uma geração depois do sânscristita luterano e antidarwinista Max Müller, ele "secularizou" o estudo científico das religiões, libertando-o dos preconceitos confessionais.
Além do forte impacto de seus breves trabalhos realizados na Escola Francesa de Atenas, seu trabalho de documentação enciclopédica, incluindo seus Diretórios, conhecidos como Pocket Claracs, e seus cerca de vinte mil esboços, foi essencial para a divulgação no meio acadêmico de um método comparativo e científico. Compulsivo polígrafo obcecado com a indexação, ele publicou mais de sete mil títulos, incluindo uma centena de livros, entre as quais o estudo das civilizações, através de representação figurativa e mitos, marcou de forma irreversível a história das religiões, reorientando-a para as questões-chave da proibição do incesto, das regras do recato e do véu das mulheres, e orientando-o para a análise antropológica.
Correspondendo com colegas de todo o mundo, ele, no entanto, sofreu várias disputas desencadeadas por cientistas do meio católico e conservador e atraiu a hostilidade da imprensa anti-Dreyfus e anti-semita. Apesar de seu apoio ao Abbé Loisy em sua tentativa de modernizar a Doutrina, foi somente no pós-guerra e na obra de Teilhard de Chardin que a Igreja Católica chegou a um acordo com uma proto-história diferente da narrativa bíblica.

## Publicações principais

### Catálogos e guias de museus
- Catalogue du Musée impérial d'antiquités, 1882.
- Catalogue sommaire du Musée des Antiquités nationales, 1887.
- Description raisonnée, vol. I Époque des alluvions et des cavernes, 1889.
- Description raisonnée, vol. II Bronzes figurés de la Gaule romaine, 1894.
- Guide illustré du musée des antiquités nationales, 1899.
- "Esquisse d'une histoire de la collection Campana", Revue archéologique, Paris.
- Pseudo. Sigismond Marot, Les Chefs-d'œuvre du Musée du Louvre, 1900.
- Musée chrétien de la chapelle de Saint-Germain-en-Laye, 1903.
- Album des moulages et modèles en vente à Saint-Germain, 1908.
- Catalogue illustré du Musée des antiquités nationales au château de Saint-Germain-en-Laye, vol.I, 1917.
- Catalogue illustré du Musée des antiquités nationales au château de Saint-Germain-en-Laye, vol.II, 1921.

### Répertoiresarqueológicos
- Avec E. Pottier, Terres cuites et autres antiquités trouvées dans la nécropole de Myrina, catalogue raisonné., Imprimeries réunies, Paris, 1886.
- Avec E. Pottier & A. Veyries, La nécropole de Myrina, 1887, 2 vol.
- Géographie comparée de la province romaine d'Afrique, "Exploration scientifique de la Tunisie" vol. II, Imprimerie nationale, Paris, 1888.
- Bibliothèque des monuments figurés grecs et romains, vol. I "Voyage archéologique de Philippe Le Bas", 1888.
- Bibliothèque des monuments figurés grecs et romains, vol. II "Peintures de vases recueillies par Millin et Milling", 1891.
- Antiquités de la Russie méridionale de Kondakof-Tolsloï, 1891-1892.
- Bibliothèque des monuments figurés grecs et romains, vol. III "Antiquités du Bosphore cimmérien rééditées avec un commentaire nouveau et un index général des Comptes Rendus", 1892.
- Bibliothèque des monuments figurés grecs et romains, vol. IV "Pierres gravées des collections Malhorough et d'Orléans", 1895.
- Bibliothèque archéologique.
- La Sculpture en Europe avant les influences gréco-romaines, 1896.
- Chroniques d'Orient, fouilles et découvertes de 1883 à 1890., Didot, Paris, 1891.
- Chroniques d'Orient - Documents sur les fouilles et découvertes dans l'Orient hellénique de 1891 à 1895., Didot, Paris, 1896.
- Répertoire de la statuaire grecque et romaine, Leroux, Paris, 6 vol., 1897, 1898... 1930.
- Répertoire des vases peints grecs et étrusques, Leroux, Paris, Vol. I, 1899, Vol. II, 1900.
- Recueil de têtes antiques idéales ou idéalisées, Gazette des Beaux-Arts, Paris, 1903.
- Répertoire de reliefs grecs et romains, 3 vol., 1909-1912.
- Répertoire de l'art quaternaire, 1913.
- Répertoire de peintures grecques et romaines, 1922.

### Répertoiresde pintura
- "Un manuscrit de la bibliothèque de Philippe le Bon à Saint-Pétersbourg", Monuments et mémoires, t. XI, Académie des inscriptions et belles-lettres, Paris, 1904.
- Les Tableaux inédits ou peu connus de collections françaises, 1906.
- Répertoire de peintures du Moyen Âge et de la Renaissance, (1280-1580), Leroux, Paris, 1907-1910, réed. 1923.

### Cursos e conferências História da arte e civilizações
- Traité d'épigraphie grecque, précédé d'un Essai sur les inscriptions grecques par Charly Thomas Newton, Leroux, Paris, 1885.
- La Colonne Trajane au musée de Saint-Germain, notice et explication., Leroux, Paris, 1886.
- Etudes d'archéologie et d'art par Olivier Bayet, 1888.
- Esquisses archéologiques, Leroux, Paris, 1888.
- « Les Gaulois dans l'art antique et le sarcophage de la vigne Ammendola », in Revue archéologique, tiré-à-part, Paris, 1889.
- Histoire du travail en Gaule, 1890.
- Avec A. Bertrand, Celtes du Pô et du Danube, Didier, Paris, 1894, 241 p.
- « La représentation du galop dans l'art ancien et moderne », in Revue archéologique, tiré-à-part, Paris, 1901.
- Album de Pierre-Jacques, sculpteur de Reims, 1902.
- Apollo : histoire générale des arts plastiques, Picard, Paris, 1904, rééd. Hachette, Paris, 1905,

cours professé à l'École du Louvre décembre 1902 à juin 1903.
- Mantegna et son école, 1908

cours donné à l'École des hautes études sociales aux élèves de première année du séminaire d'art italien.

### Coleções
- Monuments nouveaux de l'art antique, 2 vol.

recueil d'articles de la Gazette des beaux-arts publiés jusqu'en 1925 dans la rubrique "Courrier de l'art antique".
- Amalthée - Mélanges d'Archéologie et d'Histoire, Leroux, Paris, 1930-1931, 3 vol.

### Antropologia das religiões
- L'Accusation de meurtre rituel, Cerf, Paris, 1893.
- Epona, la déesse gauloise des chevaux, 1895.
- Les Apôtres chez les anthropophages, conférences faites au musée Guimet, 1904.
- Cultes, mythes et religions, Leroux, Paris, 1905-1923, 5 vol, rééd. Robert Laffont, 1996.
- De l'influence des images sur la formation des mythes, Bologne, 1909, 15 p.
- Orpheus, Histoire générale des religions, Alcide Picard & Kaan, Paris, 1909.
- Orpheus, Histoire générale des religions, Librairie d'éducation nationale, Paris, 1924, (éd. revue et augmentée), rééd. L'Harmattan, Paris, 2002.

### Crônicas
- L'Origine des Aryens, histoire d'une controverse, 1892 (lire en ligne).
- Drumont et Dreyfus. Études sur La Libre parole de 1894 à 1895., P-V. Stock, Paris, 1898.
- Histoire de la Révolution russe, 1917.
- Chronologie de la guerre, Berger Levrault, Paris, 1915-1919, 10 vol.
  - I - Cinq mois de guerre (août - décembre 1914).
  - II - Du Ier janvier au 30 juin 1915.
  - III - Du Ier juillet au 3i décembre 1915.
  - IV - Du Ier janvier au 30 juin 1916.
  - V - Du Ier juillet au 3i décembre 1916.
  - VI - Du Ier janvier au 30 juin 1917.
  - VII - Du Ier juillet au 31 décembre 1917.
  - VIII - Du Ier janvier au 30 juin 1918.
  - IX - Du Ier juillet au 31 décembre 1918.
  - X - Du Ier janvier au 30 juin 1919.

- Histoire sommaire de la guerre de quatre ans
- Éphémérides de Glozel, Kra, Paris, 1928-1930.

### Manuais
- Manuel de philologie classique, Hachette, Paris, 1880.
- Manuel de philologie classique, Hachette, Paris, vol. I, 1883, vol. II & Appendice, 1884, rééd. 1904.
- Précis de grammaire latine, Delagrave, Paris, 1885, réed. 1886.
- Grammaire latine à l'usage des classes supérieures et des candidats à la licence es lettres et aux agrégations., 1886.
- J. Gow, trad. & adapt. S. Reinach, Minerva - Introduction à l'étude des classiques scolaires grecs et latins., Hachette, Paris.
- Manuel de philologie classique, Hachette, Paris, 1907.

### "Partenogogia"
- Eulalie, ou Le grec sans larmes[10], Hachette, Paris, 1911, rééd. L'Harmattan, Paris, 1995.
- Cornélie, ou Le latin sans pleurs, Hachette, Paris, 1912, rééd. L'Harmattan, Paris, 1995.
- Sidonie, ou Le français sans peine, Hachette, Paris, 1913, rééd. L'Harmattan, Paris, 1995, réed. Texto, Paris, 2007.
- Lettres à Zoé sur l'histoire des philosophies, vol. I « Les philosophies païennes », Hachette, Paris, 1926.
- Lettres à Zoé sur l'histoire des philosophies, vol. II « De la philosophie scolastique à l'Encyclopédie », Hachette, Paris, 1926.

### Popularização e propaganda
- Conseils aux voyageurs archéologues en Grèce et dans l'Orient hellénique, 1886.
- Les religions à vol d'oiseau, Société Coopérative "Volksdrukkerij", Gand, 1908,

rééd. Bibliothèque de propagande, Bruxelles, 1908-1909, 18 fasc.
- Voix américaines sur la guerre de 1914-1915, Librairie militaire Berger-Levrault, 1914.
- Voix américaines sur la guerre de 1914-1916, Librairie militaire Berger-Levrault, 1917.
- Glozel : la découverte, la controverse, les enseignements, avec vingt-trois modèles d'alphabets., Kra, Paris, 1928.